# OTE
OTE (en griego: Οργανισμός Τηλεπικοινωνιών Ελλάδας, en español: Organización Helénica De Telecomunicaciones) es el operador histórico de telecomunicaciones en Grecia. El grupo posee también intereses en Armenia, Albania, Bulgaria y en Rumania. Posee también un 20% de Telecom Serbia.